# Marek Szymański (hokeista)
Marek Szymański (ur. 18 października 1968, zm. w marcu 2021) – polski hokeista, reprezentant Polski.

## Kariera
- GKS / KKH Katowice (1994-2003)
- GKS Tychy (2003-2004)
- GKS Katowice (2003-2004)
- Naprzód Janów (2005-2007)

Wieloletni zawodnik GKS Katowice. Od 2005 zawodnik Naprzodu Janów.
W barwach seniorskiej reprezentacji Polski uczestniczył w turniejach mistrzostw świata edycji 1997 (Grupa B), 2003 (Dywizja I).
Zmarł pod koniec marca 2021.

## Sukcesy
Klubowe
- Brązowy medal mistrzostw Polski: 1994, 1995, 1997, 1998 z Katowicami, 2004 z GKS Tychy
- Srebrny medal mistrzostw Polski: 2001, 2002, 2003 z Katowicami